# Yang Huizhen
Yang Huizhen (杨会珍S; 13 agosto 1992) è una velocista cinese.

## Palmarès
| Anno | Manifestazione      | Sede     | Evento      | Risultato | Prestazione | Note                          |
| ---- | ------------------- | -------- | ----------- | --------- | ----------- | ----------------------------- |
| 2015 | Campionati asiatici | Wuhan    | 400 m piani | Oro       | 52"37       |                               |
| 2015 | Campionati asiatici | Wuhan    | 4×400 m     | Oro       | 3'33"44     |                               |
| 2015 | Universiadi         | Gwangju  | 400 m piani | Bronzo    | 51"98       | Miglior prestazione personale |
| 2015 | Universiadi         | Gwangju  | 4×400 m     | 4ª        | 3'43"91     |                               |
| 2019 | World Relays        | Yokohama | 4×400 m     | 12ª       | 3'31"91     |                               |